# John Shalikashvili
John Malchase David Shalikashvili (en georgiano: ჯონ მალხაზ დავით შალიკაშვილი, [ʃɑlikʼaʃvili]) (Varsovia, 27 de junio de 1936-Tacoma, 23 de julio de 2011) fue un militar estadounidense de origen georgiano. Fue Presidente del Estado Mayor Conjunto de los Estados Unidos entre 1993 y 1997.
Nacido en Polonia, sus padres eran georgianos miembros de la nobleza. Junto con Walter Krueger y George Kenney fue uno de los pocos soldados nacidos fuera de territorio estadounidense en alcanzar el grado de general de cuatro estrellas en el Ejército de los Estados Unidos.